# 大聖喬治島

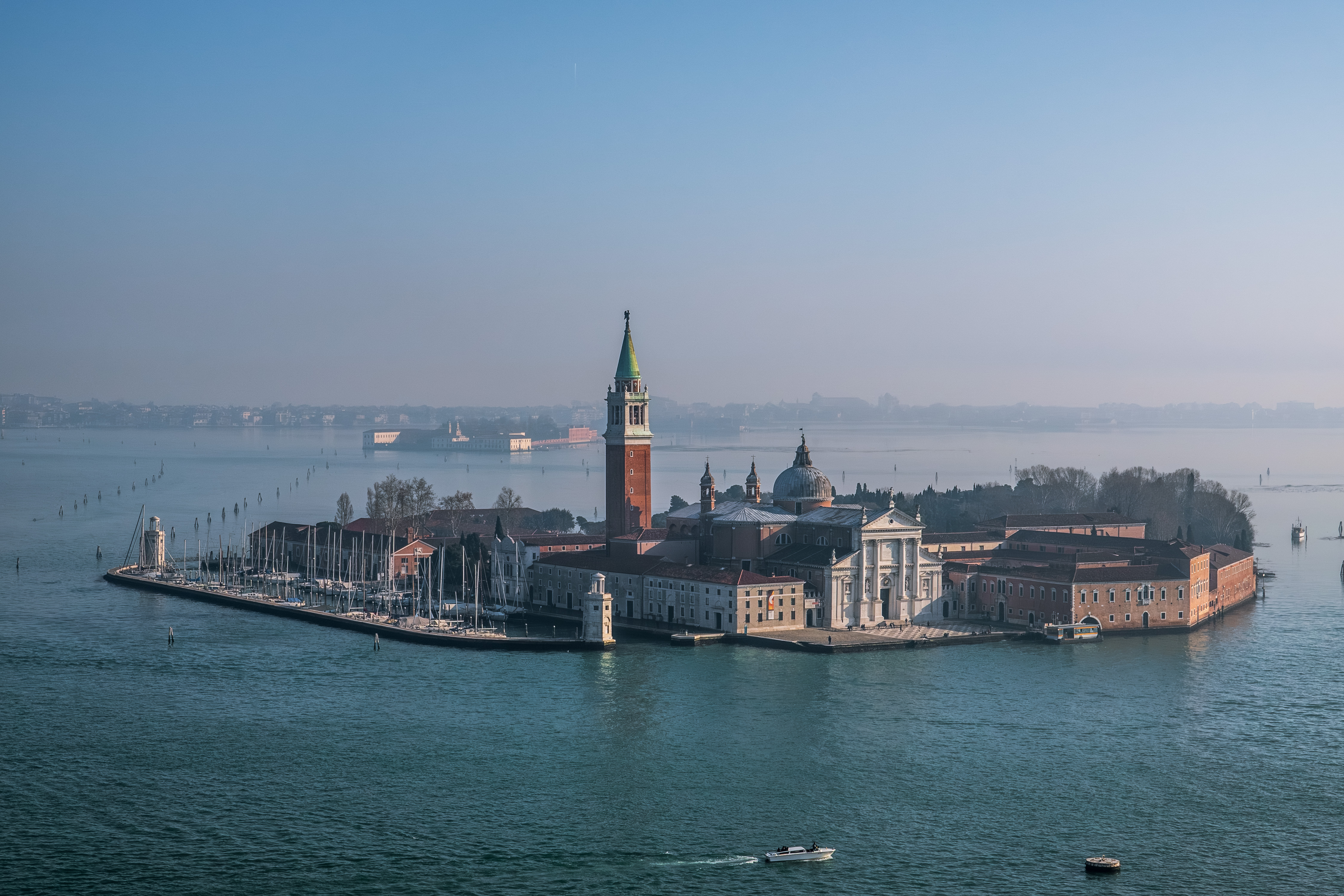
大聖喬治島空照圖

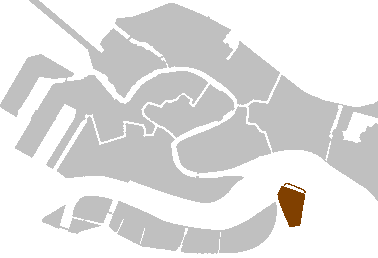
大聖喬治島在威尼斯的位置

大聖喬治島（義大利語：San Giorgio Maggiore）是義大利威尼斯的一座島嶼，位於主要島群的南方。大聖喬治島上最知名的建築是聖喬治馬焦雷教堂，建於1566年。教堂內收藏了克勞德·莫奈的風景畫。

## 相關項目
- JoJo的奇妙冒險 黃金之風－作品舞台重點劇情的場景所在地之一

## 外部連結
- Satellite image from Google Maps